# Paul Deharme
Paul Jean Roger Deharme est un des pionniers de la création radiophonique en France, né le 24 février 1898 à Paris où il est mort le 3 mai 1934. Il est concepteur de programmes radiophoniques, réalisateur, producteur, publicitaire.

## Créateur radiophonique
Dans les années 1920, pour la radio, à ses débuts, Paul Deharme, marqué par Freud et la psychanalyse, va chercher à créer un nouvel art de l'expression radiophonique, un art en soi, en jouant de tous les effets sonores de la voix, du langage, des bruits, de la musique, en s'adressant à l’inconscient des auditeurs et des auditrices en utilisant la puissance d’évocation du son.
Comme il l'écrit dans son essai « Pour un art radiophonique »:
« L’art radiophonique, tel que je le propose, peut, qui sait ! devenir le cadre d’un mode d’enseignement, d’une maïeutique nouvelle qui accoucherait le subconscient ? Il peut s’en dégager un solfège pour une prochaine harmonie humaine. »
« L’art radiophonique est et restera proprement le domaine des images éveillées par les mots, (…) sa technique doit être de rendre ses images vivantes, de les maîtriser, de les manier.  ....Pourquoi ne rêverait-on pas en écoutant la T.S.F. ? »
Il crée sa première oeuvre radiophonique expérimentale, diffusée en mai 1928 sur Radio-Paris: Un incident au Pont du Hibou. « Deharme met donc à l’épreuve les règles d’écriture radiophonique qu’il recommande : identification de l’auditeur au héros, récit au vocatif et au présent, récitant neutre (…), éléments de dialogue peu nombreux, masques vocaux, musique facile et expressive, etc. »
Il est repéré pour prendre progressivement la tête de la régie publicitaire Informations et publicité, et devient directeur publicitaire de la station Radio-Cité. Il fonde et dirige les studios Foniric, un service de production radiophonique au sein d’Information et publicité, qui fournit notamment à Radio Paris et Radio Luxembourg des campagnes publicitaires et des programmes de radio très élaborés sponsorisés par des marques. Il organise un laboratoire de recherche au sein de Foniric et fait appel aux artistes d'avant garde de son entourage, poètes, musiciens, auteurs dramatiques ou littéraires, comme Robert Desnos, Jacques Prévert, Alejo Carpentier, Antonin Artaud.
Il propose en 1933 à Robert Desnos de réaliser une grande émission radiophonique à l'occasion de la mise en place par Le Petit Journal d’un nouveau feuilleton, Si c’était Fantômas ! Desnos écrit une « suite radiophonique » à partir des romans d’Allain et Souvestre, ponctuée par les couplets de la « Complainte de Fantômas ». De nombreux participants animent l’émission (musiciens, chanteurs, tragédiens, clowns...) qui devient une véritable œuvre radiophonique. « Foniric promeut une vision du médium radiophonique fièrement annoncée par son nom, en forme de calembour, qui associe le phonique et l’onirique, le son et le rêve. C’est la noble mission que donne en effet Deharme à la TSF : faire rêver l’auditeur. »
Le 11 décembre 1928, il épouse la romancière et poétesse Lise Deharme, connue aussi pour être l'une des muses du surréalisme. Nait de cette union, le 21 février 1930, Tristan Deharme, pour qui Robert Desnos écrira La Ménagerie de Tristan.
Valentine Hugo a peint son portrait réalisé en 1934, exposé au musée d'Israël à Jérusalem.
Paul Deharme meurt en son domicile parisien 3, quai Voltaire le 3 mai 1934 à l'âge de 36 ans.

## Œuvres de Paul Deharme

### Réalisations radiophoniques
- Un incident au Pont du Hibou, première adaptation radiophonique, diffusée sur Radio Paris en mai 1928.(INA)
- La grande complainte de Fantômas, réalisé avec Alejo Carpentier, avec les voix de Robert Desnos et Antonin Artaud, sur une musique de Kurt Weil, émission patronnée par Le Petit Journal, diffusée  le 3/11/1933 sur Radio-Paris, Radio-Luxembourg
- L'Ile des voix, d'après Robert Louis Stevenson, avec les voix de Lise Deharme, Marcel Herrand, Jean Marchat, Sylvain Itkine,, 1ère diffusion  le 02/03/1935 sur Radio Luxembourg, 2ème diffusion : 07/04/1935 : Poste Parisien à 20h15; Notice Ina PHD86065833

### Textes de Paul Deharme
- “Proposition d’un art radiophonique”, La Nouvelle Revue Française, n° 174, Paris, mars 1928
- Pour un art radiophonique, Le rouge et le noir, 1930

### Publications sur Paul Deharme
- Guillaume Abgrall, Réflexions, Paul Deharme (1898-1934), “Le goût et le sens du merveilleux”, 9 octobre 2018
- Pierre-Marie Héron, Portraits de l'écrivain en publicitaire, «Convergences publicitaires : Salacrou, Deharme, Desnos», La Licorne , Les publications, 2017, Revue La Licorne.
- Fabula, Robert Desnos et les Studios Foniric, Journée d’étude, Montpellier, 13 mars 2015,
- Pierre-Marie Héron, « Aux origines de l’art radiophonique : Paul Deharme et la voix du subconscient », in Éclats de voix, Actes du colloque de Besançon réunis par Pascal Lécroart et Frédérique-Toudoire-Surlapierre, Éditions L'improviste, 2005, p. 193-209.
- “Veuillez entendre… Paul Deharme”, entretien avec Karl Hamerlinck, Comoedia, 21 janvier 1933, in G. Robert, Cahier d’Histoire de la Radiodiffusion, n°80, avril-juin 2004, pp. 180-189.
- Marie-Claire Barnet, « L'Art radiophonique : Deharme et Desnos », in Robert Desnos pour l'an 2000, Kate Conley et Marie-Claire Dumas (dir.), Paris, Gallimard, 2000, p. 25-36.
- Roger Richard, « Trois pionniers du théâtre radiophonique : Gabriel Germinet, Paul Deharme, Carlos Larronde », in livret de : Gabriel Germinet, Maremoto (1924), Arles/Bry-sur-Marne, Phonurgia Nova Éditions/Ina, 1997, « Les grandes heures de la radio », livret et CD.
- Méadel Cécile, Les images sonores. Naissance du théâtre radiophonique. Techniques et culture, Édi-tions de la Maison des sciences de l’homme 1990, 16 (juillet-décembre), pp.135-160. �halshs-00082721�

### Emissions sur Paul Deharme
- Paul Deharme , Profils perdus, 2 parties, 01/06/89  et 08/06/89, (2X 60'), France Culture

### Ouvrages sur l'histoire de la radio et de la publicité
- Histoire de la publicité en France, Marc Martin, L’arrivée de la logique publicitaire sur les émetteurs radiophoniques français (1922-1939),p. 113-127texte publié dans les Cahiers d’histoire de la radiodiffusion, n° 84, janvier-mars 2006.
- Méadel Cécile, Histoire de la radio des années trente, Paris, Anthropos-INA, 1994
- Duval René, Histoire de la radio en France, Paris, Alain Moreau, 1979
- Bleustein-Blanchet Marcel, Sur mon antenne, Paris, Éditions Défense de la France, 1948